# Comuna Pavlivka, Bilokurakîne
Pavlivka (în ucraineană Павлівка) este o comună în raionul Bilokurakîne, regiunea Luhansk, Ucraina, formată din satele Homenkove Druhe, Pavlivka (reședința), Statîvciîne și Zavodeanka.

## Demografie
Componența lingvistică a comunei Pavlivka
     Ucraineană (95,96%)
     Rusă (3,84%)
Conform recensământului din 2001, majoritatea populației comunei Pavlivka era vorbitoare de ucraineană (95,96%), existând în minoritate și vorbitori de rusă (3,84%).